# Byurakan
Byurakan ou Biourakan (en arménien Բյուրական) est une communauté rurale du marz d'Aragatsotn, en Arménie. Elle compte 4 561 habitants en 2009.
L'Observatoire astrophysique de Byurakan (fondé en 1946) y est situé, ainsi que l'église Saint-Jean-Baptiste, du Xe siècle.